# Toyota Avensis Verso
De Toyota Avensis Verso is een MPV van de Japanse autofabrikant Toyota. Het model werd beschikbaar vanaf 6 september 2001 in Nederland. Het automodel is de opvolger van de Toyota Picnic. In Japan werd dit model verkocht als Toyota Ipsum. De Toyota Avensis Verso was onderdeel van de strategie van Toyota om in alle klassen een MPV uit te brengen. Andere exponenten daarvan waren de Toyota Yaris Verso en de Toyota Corolla Verso. De Avensis Verso was naar keuze leverbaar als vijf-, zes- of zevenpersoons uitvoering. Beide laatste modellen hadden een derde zitrij.
In 2006 viel het doek voor de Avensis Verso. Een directe opvolger kwam er niet. In plaats daarvan werd de Toyota Corolla Verso leverbaar met 7 zitplaatsen. Omdat de Corolla Verso na 2009 niet langer gebaseerd was op de Corolla, werd deze vanaf dat moment 'Verso' genoemd.

## Ontwerp
De Franse designstudio ED2 Design Centre, in Sophia Antipolis, ontwierp de Toyota Avensis Verso voor het Europese publiek. De auto was vijf centimeter lager, had een lager zwaartepunt en betere rijeigenschappen dat de concurrentie toendertijd.
In november 2003 kreeg de auto een kleine facelift waarbij de iets andere koplampen en achterlichten het meest in het oog sprongen. Ook het interieur werd  aangepast en kreeg een iets donkere kleur en audiobediening op het stuur.

## Aandrijving
Alle uitvoeringen hebben de motor voorin het voertuig liggen. Alle Nederlandse uitvoeringen beschikken over voorwielaandrijving. Bepaalde Japanse uitvoeringen beschikken over vierwielaandrijving.

### Motoren
De Avensis Verso was in Nederland leverbaar met twee motoren: een 2,0 liter benzine- en dieselmotor. In Japan was de Ipsum alleen leverbaar met de 2,4 liter 2AZ-FE benzinemotor.
| Motorcode | Slagvolume            | Brandstof | Aanzuiging                                   | Aandrijving | Vermogen                     | Koppel              |
| --------- | --------------------- | --------- | -------------------------------------------- | ----------- | ---------------------------- | ------------------- |
| 1AZ-FE    | 1998 cm³ of 2,0 liter | benzine   | natuurlijk geaspireerd                       | FF          | 110 kW (150 pk) bij 6000 tpm | 192 Nm bij 4000 tpm |
| 1CD-FTV   | 1995 cm³ of 2,0 liter | diesel    | turbo met variabele geometrie en intercooler | FF          | 85 kW (116 pk) bij 4000 tpm  | 250 Nm bij 1800 tpm |

| Motorcode | Slagvolume            | Brandstof | Aanzuiging             | Aandrijving | Vermogen                            | Koppel              |
| --------- | --------------------- | --------- | ---------------------- | ----------- | ----------------------------------- | ------------------- |
| 2AZ-FE    | 2362 cm³ of 2,4 liter | benzine   | natuurlijk geaspireerd | FF of 4WD   | 118 kW (161 pk) bij 5600 - 5700 tpm | 221 Nm bij 4000 tpm |

### Transmissies
De Nederlandse Avensis Verso met 2,0 liter benzinemotor kon optioneel worden uitgerust met een viertraps automatische transmissie. De 2,0 liter dieselmotor was alleen leverbaar met een handgeschakelde transmissie met vijfversnellingen.
| Transmissiecode | Motorcode | Type transmissie | Aandrijving | Aantal versnellingen |
| --------------- | --------- | ---------------- | ----------- | -------------------- |
| E356            | 1AZ-FE    | handgeschakeld   | FF          | 5                    |
| U241E           | 1AZ-FE    | automatisch      | FF          | 4                    |
| E350            | 1CD-FTV   | handgeschakeld   | FF          | 5                    |

| Transmissiecode | Motorcode | Type transmissie         | Aandrijving | Aantal versnellingen |
| --------------- | --------- | ------------------------ | ----------- | -------------------- |
| U241E           | 2AZ-FE    | automatisch, 'Super ECT' | FF of AWD   | 4                    |

## Wielophanging en onderstel
De wielophanging voor is onafhankelijk, met schokdempers en schroefveren (McPherson-systeem). De wielen zijn onderling verbonden door een stabilisatorstang. De achterwielophanging is een semi-onafhankelijke torsie-as, met schokdempers en schroefveren. Ook de achterwielen zijn onderling verbonden met een stabilisatorstang.
De Avensis Verso kwam standaard met 15 inch wielen. De Linea Sol en Executive-uitvoering kwamen met 16 inch wielen.

## Veiligheid
Alle uitvoeringen van de Avensis Verso beschikken standaard over antiblokkeersysteem, remkrachtverdeling, remassistent en airbag voor bestuurder en passagier voor. De Linea Sol-uitvoering beschikt daarnaast ook over zij-airbags en hoofd/gordijnairbags. Vanaf november 2003 beschikken alle uitvoeringen over zij-airbags en hoofd/gordijnairbags. De Avensis Verso Linea Sol en Executive-uitvoeringen werden vanaf november 2003 naast deze veiligheidssystemen ook standaard uitgerust met stabiliteitsregeling en tractiecontrole.

## Toyota SportsVan

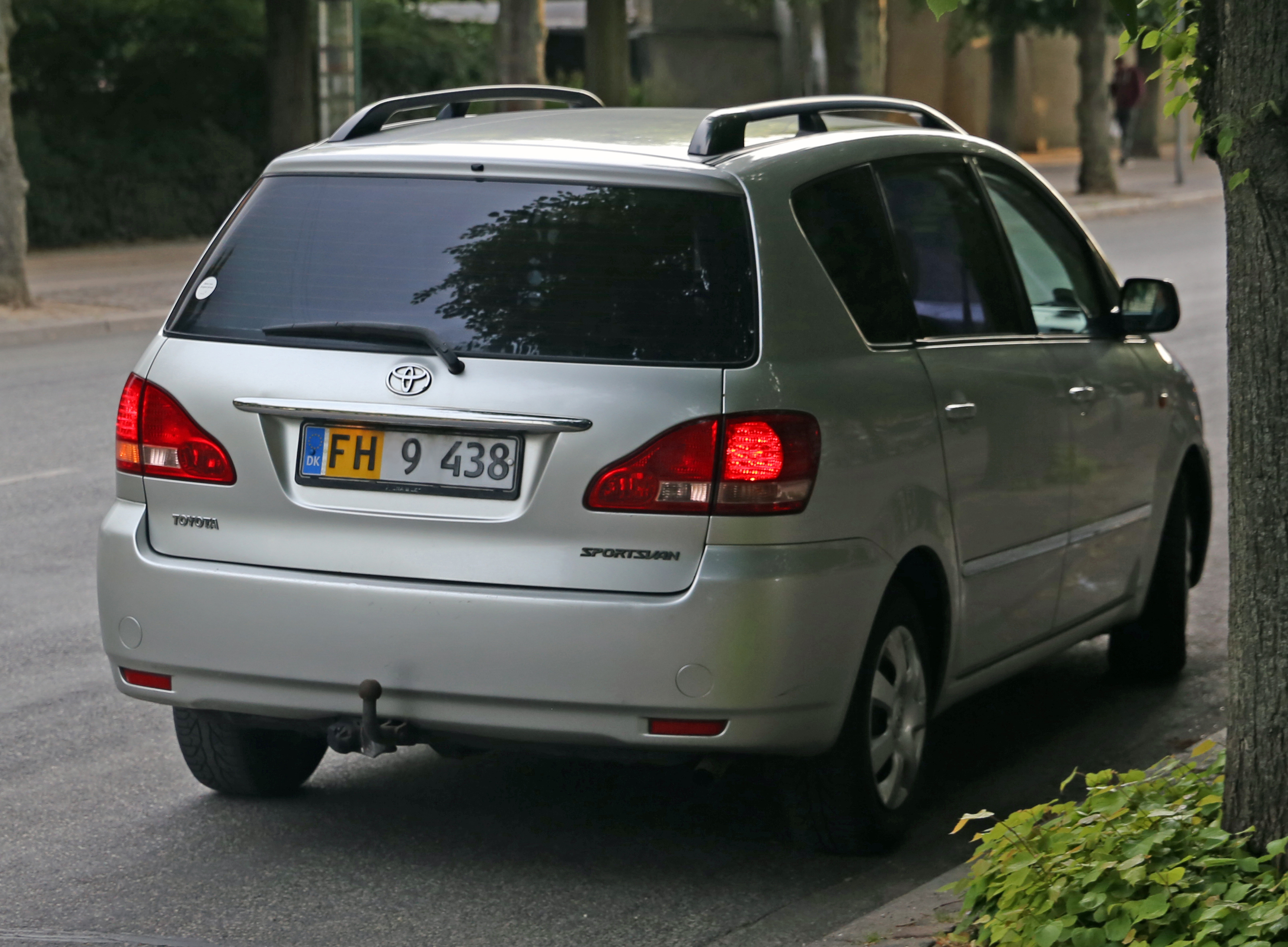
Deense Toyota SportsVan

In Denemarken was een bestelbusuitvoering leverbaar als Toyota SportsVan. Deze uitvoering heeft slechts twee zitplaatsen en beschikt over een vlakke laadvloer direct achter de voorste zitplaatsen. De twee achterportieren zijn geheel functioneel. De bestuurder kan vanuit de stoel toegang krijgen over de lading achter hem. De bestuurder wordt beschermd tegen vallende of schuivende lading met een metalen plaat die verticaal is geplaatst tussen de rug van de bestuurdersstoel en laadvloer.
Personenauto's (leverbaar): Aygo · bZ4X · Camry · Corolla · C-HR · Highlander · Land Cruiser · Mirai · Prius · RAV4 · (GR) Supra · Yaris · Yaris Cross

Bedrijfswagens: Hilux · Proace

Niet meer leverbaar: 1000 · 2000GT · 4Runner · Auris · Avensis · Avensis Verso · Carina · Celica · Corolla Verso · Corona · Cressida · Crown · Dyna · FunCruiser · GT86 · Hiace · iQ · LiteAce · MR2 · Paseo · Picnic · Previa · Starlet · Tercel · Urban Cruiser · Verso · Verso-S · Yaris Verso